# Lambda Capricorni
Lambda Capricorni (λ Capricorni, förkortat Lambda Cap, λ Cap) som är stjärnans Bayerbeteckning, är en ensam stjärna belägen i den nordöstra delen av stjärnbilden Stenbocken. Den har en skenbar magnitud på 5,56 och är svagt synlig för blotta ögat där ljusföroreningar ej förekommer. Baserat på parallaxmätning inom Hipparcosuppdraget på ca 11,6 mas, beräknas den befinna sig på ett avstånd av ca 282 ljusår (ca 86 parsek) från solen. På det avståndet minskar den skenbara magnituden med en skymningsfaktor på 0,11 beroende på interstellärt stoft.

## Egenskaper
Lambda Capricorni är en blå till vit stjärna i huvudserien av spektralklass A1 V, som är en magnetisk Ap-stjärna, vilket anger att spektret visar kemiska särdrag. Den har en massa som är 2,5 gånger så stor som solens massa, en radie som är ca 2,2 gånger större än solens och utstrålar från dess fotosfär ca 45 gånger mera energi än solen vid en effektiv temperatur på ca 10 670 K. Med en ålder på ca 155 miljoner år roterar den snabbt med en projicerad rotationshastighet på 192,5 km/s.